# Cratere Sovadi
Sovadi  è un cratere sulla superficie di Venere.